# Psychotria bakossiensis
Psychotria bakossiensis là một loài thực vật có hoa trong họ Thiến thảo. Loài này được Cheek & Sonké mô tả khoa học đầu tiên năm 2005.